# Ганьон, Марк
Марк Ганьон (фр. Marc Gagnon; род. 24 мая 1975, Шикутими, Квебек, Канада) — канадский шорт-трекист, трёхкратный олимпийский чемпион (1998, 2002) и двукратный олимпийский бронзовый призёр (1994, 2002). Четырёхкратный абсолютный чемпион мира (1993, 1994, 1996, 1998) и многократный чемпион и призёр чемпионатов мира по шорт-треку.

## Биография
Марк Ганьон родился 24 мая 1975 года в городке Шикутими, расположенном в канадской провинции Квебек. В 3 года он начал кататься на коньках, а уже в 5 лет занимался шорт-треком. На своем первом международном турнире — первенстве мира 1993 года по многоборью, проходившем в китайской столице Пекине, он стал чемпионом мира. Этот титул он защитил через год, а потом ещё дважды становился чемпионом мира в многоборье, в 1996 и 1998 годах. Выступал за спортклуб «Интернейшнл» (Монреаль). В 1994 году он стал бронзовым призёром Зимних Олимпийских Игр 1994 года в Лиллехаммере на дистанции 1000 метров.
Будучи к 1998 году четырёхкратным чемпионом мира, Марк Ганьон возлагал очень большие надежды на успешное выступление на Зимних Олимпийских Играх 1998 года в Нагано. Однако, в личных соревнованиях он остался без наград — так, Марк упал в финале соревнований на дистанции 500 метров, а на дистанции 1000 метров был дисквалифицирован в четвертьфинале. Единственной наградой Ганьона на тех Играх стала золотая медаль в эстафете. После личного поражения в Нагано, он несколько охладел к спорту и впервые за 20 лет взял отпуск на все лето. По окончании отпуска, тренировки он возобновил на месяц позже, чем обычно, так как, по его словам, у него не было стимула к соревнованиям. В январе 1999 года Марк Ганьон временно оставил спорт и устроился на работу по сборке компьютеров в фирму своего друга. Осенью 1999 года, отдохнув и восстановив силы он вновь приступил к интенсивным ежедневным тренировкам.
В течение 2000-2001 годов Ганьон показывал неплохие результаты на международных соревнованиях. Так, он дважды, в 2000 и 2001 году становился чемпионом мира в составе команды, а на личном мировом первенстве в 2001 году стал чемпионом на дистанции 1500 метров, серебряным призёром на дистанции 3000 метров и в эстафете. Также, в 2001 году он стал бронзовым призёром в многоборье.
Усиленные тренировки и высокие результаты выступлений на мировых первенствах, обусловили успех Марка Ганьона на Зимних Олимпийских Играх 2002 года в Солт-Лейк-Сити. В последний день олимпийских соревнований по шорт-треку ему удалось завоевать сразу две золотые медали — на дистанции 500 метров и в эстафете, а также стать бронзовым призёром на дистанции в 1500 метров. Вместе с тем на дистанции 1000 метров Марк был дисквалифицирован, а его место в следующем этапе занял малоизвестный австралиец Стивен Брэдбери, который неожиданно для всех и стал чемпионом Олимпиады на этой дистанции. Сразу после окончания Олимпиады в Солт-Лейк-Сити, Марк Ганьон, ставший одним из самых титулованных спортсменов в олимпийской истории шорт-трека, закончил свою спортивную карьеру.
Считался специалистом по длинным дистанциям. Из всех медалей, выигранных на мировых первенствах, на 500-метровой дистанции он получил лишь одно серебро, тогда как на дистанциях в 1000 и 1500 метров он побеждал 8 раз, а также получил множество наград серебряного и бронзового достоинства. Кроме того, именно на дистанции 1000 метров Ганьон установил мировой рекорд.

## Награды
- 1993 год - введён в зал Славы конькобежного спорта Канады
- с 1993-1998, 2001, 2002 года - спортсмен года по шорт-треку
- 2007 год - введён в Канадский Олимпийский зал Славы
- 2008 год - введён в Канадский спортивный зал Славы

- Кубок мира
  - Победитель Кубка мира 1993

## Интересные факты
- Владеет тремя языками: французским, английским и итальянским.
- Выучил итальянский язык, после того как стал встречаться с итальянской конькобежкой Маринеллой Санслини.